# Jorge Comrie
Jorge Comrie (7 de julio de 1951) es un judoka panameño. 

## Biografía
Jorge comenzó a practicar judo en 1967 en el Centro Nacional de Judo en la Ciudad de Panamá, luego se fue a Canadá en 1973 para estudiar y se graduó en la Universidad de York con una licenciatura en economía. Durante las siguientes décadas viajó entre Panamá y Canadá y entrenó en varios clubes allá y de Panamá, incluidos el Hatashita Dojo y el Minoru Judo Club, ambos en Toronto.  Compitió en el evento masculino de peso semipesado en los Juegos Olímpicos de Verano de 1976 en donde quedó en la posición doce. Ganó la medalla de bronce en los XIII Juegos Centroamericanos y del Caribe en el  peso medio pesado 95 kg.  Jorge es el Instructor Jefe del club de la Universidad de Toronto. Jorge tiene un cinturón negro de quinto grado (go-dan) y ha estado en el UofT Judo Club desde 2001.